# Otto H. Becker
Otto Heinrich Becker (* 20. September 1942 in Neustadt an der Weinstraße) ist ein deutscher Historiker und Archivar.

## Leben und Wirken
Otto Heinrich Becker studierte nach seiner Reifeprüfung 1962 am Leibniz-Gymnasium Neustadt an der Weinstraße an der Eberhard Karls Universität Tübingen Geschichte, Germanistik, Politikwissenschaft und Philosophie. Nach einem Studienaufenthalt in Rom (1967/68) promovierte er 1974 bei dem Mittelalterhistoriker Heinz Löwe. Nach kurzer Tätigkeit als wissenschaftlicher Assistent bei Heinz Löwe trat Otto H. Becker als Archivreferendar am Hauptstaatsarchiv Stuttgart in die Ausbildung für den wissenschaftlichen Archivdienst ein. Nach seiner 1976 erfolgten Fachprüfung hierfür an der Archivschule Marburg begann seine Tätigkeit in verschiedenen leitenden Stellungen am Staatsarchiv Sigmaringen, unter anderem als stellvertretender Archivdirektor. 2007 trat er in den Ruhestand. Außerdem arbeitete Becker im Vorstand des Hohenzollerischen Geschichtsvereins und als Schriftleiter der Zeitschrift für Hohenzollerische Geschichte.
Seine zahlreichen Veröffentlichungen behandeln vor allem Themen zur Geschichte Hohenzollerns, der Stadt Sigmaringen und ihrer Umgebung.

## Veröffentlichungen (Auswahl)
Monographien
- Kaisertum, deutsche Königswahl und Legitimationsprinzip in der Auffassung der späteren Staufer und ihres Umkreises (= Europäische Hochschulschriften, Reihe 3, Bd. 51). Lang, Frankfurt/M. 1975, ISBN 3-261-01555-1 (= Dissertation Universität Tübingen).
- (Bearb.): Gesamtarchiv Schenk von Stauffenberg. Herrschaft Wilfingen: Urkundenregesten, 1366–1805 (= Inventare der nichtstaatlichen Archive in Baden-Württemberg, Bd. 17). Kohlhammer, Stuttgart 1981, ISBN 3-17-007065-7.
- (Bearb.): Preußen in Hohenzollern. Begleitband zur Ausstellung Sigmaringen 1995 / [Ausstellung „Preußen in Hohenzollern“] (= Schwarz-goldene Reihe, Bd. 2). Thorbecke, Sigmaringen 1995, ISBN 3-7995-2850-4.
- (Bearb.): St. Fidelis von Sigmaringen. Leben, Wirken, Verehrung; Begleitveröffentlichung zur Ausstellung im Staatsarchiv Sigmaringen 1996. Sigmaringen 1996.
- (Hrsg.): Freut euch des Lebens. zur Geschichte der Sigmaringer Fastnachtsbräuche; [Begleitveröffentlichung zur Ausstellung „Fünf Jahrhunderte Sigmaringer Fastnacht – 90 Jahre Narrenzunft Vetter Guser“ 2002 im Staatsarchiv]. Wager, Altenriet 2002, ISBN 3-9807995-1-4.
- Sigmaringen. Sutton, Erfurt 2004, ISBN 3-89702-504-3.
- Sigmaringen im 20. Jahrhundert. Sutton, Erfurt 2009, ISBN 978-3-86680-274-2.
- Unser Sigmaringen. 100 Jahre in Bildern. Sutton, Erfurt 2018, ISBN 978-3-95400-979-4.

Aufsätze
- Zur Bedeutung der Farbe grün für die späten Staufer. In: Karl Hauck (Hrsg.): Geschichtsschreibung und geistiges Leben im Mittelalter. Festschrift für Heinz Löwe zum 65. Geburtstag. Böhlau, Köln 1978, S. 490–502, ISBN 3-412-05178-0.
- Die Hohenzollerischen Fürstentümer und die Mediatisierung der freien Reichsritterschaft in Schwaben 1805/06. In: Zeitschrift für Hohenzollerische Geschichte, Bd. 15 (1979), S. 137–154.
- Neben denen und weilen ein gut eingerichtetes Acten-Archiv gleichsam die Seele einer Herrschaft ist. Studien zur Geschichte des Gesamtarchivs Schenk von Stauffenberg. In: Zeitschrift für Hohenzollerische Geschichte, Bd. 19 (1983), S. 9–32.
- (Mitautor): Wilfried Schöntag (Hrsg.): 250 Jahre Abteikirche Beuron. Geschichte, geistliches Leben, Kunst. Beuroner Kunstverlag, Beuron 1988, ISBN 3-87071-054-3.
- „Nauf auf d'Stang“. Ein Beitrag zur Geschichte der Sigmaringer Fastnacht. In: Zeitschrift für Hohenzollerische Geschichte, Bd. 26 (1991), S. 85–130.
- Die Kataloge der Bibliothek des Augustinerchorherrenstifts Beuron. In: Zeitschrift für Hohenzollerische Geschichte, Bd. 29 (1993), S. 125–148.
- Die Trikolore vor Schloß Sigmaringen - die letzte Station der Vichy-Regierung. In: Schwäbische Heimat, Bd. 46 (1995), S. 116–123.
- „Ici la France“. Die Vichy-Regierung in Sigmaringen 1944/45. In: Fritz Kallenberg (Hrsg.): Hohenzollern (= Schriften zur politischen Landeskunde Baden-Württembergs, Bd. 23). Kohlhammer, Stuttgart 1996, S. 428–446, ISBN 3-17-012885-X.
- Hohenzollern. Preußische Exklave in Südwestdeutschland. In: Vom Fels zum Meer. Preußen und Südwestdeutschland (= Stuttgarter Symposium, Bd. 10). Silberburg-Verlag, Tübingen 2002, S. 91–104, ISBN 3-87407-534-6.
- Die Herrschaft Schalksburg. Fortwirken einer Tradition im 19. und 20. Jahrhundert. In: Andreas Zekorn (Hrsg.): Die Herrschaft Schalksburg zwischen Zollern und Württemberg. Bibliotheca-Academica-Verl., Epfendorf 2005, S. 187–210, ISBN 978-3-928471-56-5.
- Das Archiv der Freiherren von Enzberg. In: 600 Jahre Haus Enzberg im Raum Mühlheim/Tuttlingen 1409-2009. Thorbecke, Ostfildern 2009, S. 241–248, ISBN 978-3-7995-0841-4.
- Hohenzollern wird preußisch. Der Erbhuldigungseid am 23. August 1851. In: Reinhold Weber (Hrsg.): Baden-Württembergische Erinnerungsorte. Landeszentrale für Politische Bildung Baden-Württemberg, Stuttgart 2012, S. 98–110.
- Fidelis von Sigmaringen. Verehrung und Faszination. In: Helvetia Franciscana, Bd. 47 (2018), S. 173–194.